# Mary Lou Zeeman
Mary Lou Zeeman é uma matemática britânica do Bowdoin College, Estados Unidfos, onde é R. Wells Johnson Professor of Mathematics. É especializada em sistemas dinâmicos e sua aplicação à biologia matemática; ajudou a fundar o SIAM Activity Group on the Mathematics of Planet Earth, e co-dirige a Mathematics and Climate Research Network.
É filha do matemático britânico Christopher Zeeman. Estudou na Universidade de Oxford, e obteve um PhD em 1989 na Universidade da Califórnia em Berkeley, orientada por Morris Hirsch. Antes de se mudar para Bowdoin em 2006, passou 15 anos na faculdade da Universidade do Texas em San Antonio.